# David Boilat

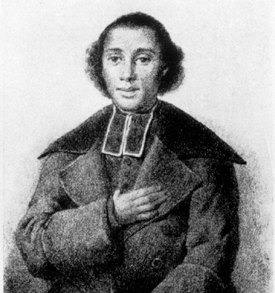
David Boilat

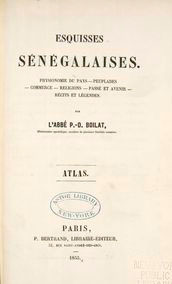
Esquisses sénégalaises von 1853

David Boilat (* 23. April 1814 in Saint-Louis (Senegal); † 19. Dezember 1901 in Nantouillet) war ein senegalesisch-französischer römisch-katholischer Geistlicher, Gelehrter und Schriftsteller.

## Leben und Werk
Die von Anne-Marie Javouhey gegründeten Josefschwestern von Cluny, die ab 1819 im Senegal präsent waren, wählten 1827 drei schwarze senegalesische Knaben aus und ließen sie in Bailleul-sur-Thérain (ab 1829 in Limoux) zum Priester ausbilden. Einer davon war Paul David Boilat, Sohn eines Franzosen und einer Signaren. Nach der Priesterweihe 1840 ging er 1842 in den Senegal zurück und war ab 1843 Leiter des dortigen Schulwesens. 12 Jahre lang nutzte er seinen Aufenthalt für die systematische Sammlung ethnologischer Information. Zurück in Frankreich publizierte er 1853 seine umfangreichen „Senegalesischen Skizzen“ mit Geschichte von Kolonisierung und Mission sowie Beschreibung der Völkerschaften (Serer, Wolof, Mauren, Fulbe, Tukulor, Mandinka, Dioula und Bambara) und ihrer Reiche (Baol, 
Sine, Saloum, Waalo, Bambouk, Galam). 1856 ließ er seine „imposante“ Grammatik des Wolof folgen, die ihm den Prix Volney einbrachte. Vorausgegangen waren die ihm bekannten Grammatiken von Jean Dard (1789–1833) von 1826 und von Baron Jacques-François Roger (1787–1849) von 1829. Boilat starb nach Jahrzehnten der Tätigkeit als Pfarrer in Frankreich im Alter von 87 Jahren.

## Werke
- (Manuskript) Mœurs et coutumes des Maures du Sénégal, en langue des Maures du pays, 23 juin 1843. Recueillis par M. Paul David Boilat, prêtre sénégalais; dédié à M. le baron Roger, pour la Société géographique. Quelques notes en langue des Maures du Sénégal, 4 juillet 1843. Notes en la langue des Maures du Sénégal, 4 juillet 1843.
- Esquisses sénégalaises. Physionomie du pays. Peuplades. Commerce. Religions. Passé et avenir. Récits et légendes. Bertrand, Paris 1853.
  - (moderne Ausgabe) Esquisses sénégalaises. Hrsg. Abdoulaye-Bara Diop. Éditions Karthala, Paris 1984.
- Grammaire de la langue woloffe. Impression impériale, Paris 1858.